# Patrick Sogorb
Pour les articles homonymes, voir Sogorb (homonymie).
Patrick Sogorb, né le 9 août 1971 à Chauny (Aisne, France) est un astronome amateur français.
Le Centre des planètes mineures le crédite de la découverte de 5 astéroïdes dont 4 nommés.
| 200031 Romainmontaigut | 12 août 2007 |
| (236984) Astier        | 4 août 2008  |
| (341958) Chrétien      | 3 août 2008  |
| (410619) Fabry         | 2 août 2008  |